# A7V
A7V (також Sturmpanzerwagen A7V (з нім. — штурмова броньована машина A7V) — німецький важкий танк часів Першої світової війни. Перший серійний танк Німецької імперії. Випущений в 1917—1918 роках малою серією в 20 машин. Обмежено застосовувався у бойових діях заключного періоду Першої світової війни.

## Історія створення
15 вересня 1916 р. на Соммі англійці вперше застосували таку зброю, як танк. Незважаючи на успіхи англійців, німецьке командування спочатку концентрувалося не на розгортанні проектування власних танків, а на організації протитанкової оборони. Однак вже до листопада німецьким генералам стало ясно, що Троїстому союзу необхідні власні танки.

Panzerwagen A7V

Спочатку німці запозичували англійську назву «Tank», потім з'явилися «Panzerwagen», «Panzerkraftwagen» та «Kampfwagen». А 22 вересня 1918 р., тобто незадовго до закінчення війни, офіційно був затверджений термін «Sturmpanzerwagen».
Танк був названий на честь 7-го транспортного відділу Військового міністерства. До вересня 1918 р. Німеччині вдалося випустити всього 20 таких танків (хоча планувалося виробництво не менше 100 машин), так що серйозного бойового значення німецькі танки не мали. Для порівняння: Франція за роки війни випустила 3997 танків всіх типів, а Англія — 2905. Більшість танків серії отримувало власні імена — «Мефісто», «Вотан», «Ізольда» та ін., Танки надходили на озброєння 1-го, 2-го та 3-го танкових відділень.

### Участь різних фірм у розробці та виробництві A7V
| Фірма                                     | Роль                                                    |
| ----------------------------------------- | ------------------------------------------------------- |
| «Крупп», Ессен                            | виробництво бронеплит                                   |
| «Рьохлінг», Диллінген                     | виробництво бронеплит                                   |
| «Адлер», Франкфурт                        | розробка та виробництво трансмісії                      |
| «Даймлер», Берлін-Марієнфельд             | розробка та виробництво двигунів, збірка готових танків |
| «Леб», Шарлоттенбург                      | збірка танків                                           |
| «Бюссінг», Брауншвейг                     | збірка вузлів та агрегатів                              |
| «Ланц»                                    | збірка вузлів та агрегатів                              |
| «Стеффенс унд Нолле», Берлін              | збірка механізмів управління, бронювання.               |
| Зброярня у Шпандау                        | озброєння                                               |
| «Нутцфарцейге АГ» (NAG)                   | участь в розробці                                       |
| «Бенц»                                    | участь в розробці                                       |
| Відділення «Холт-Катерпіллер» в Будапешті | колеса                                                  |
| «Оберурсел»                               | радіатори                                               |
| «Бош»                                     | карбюратор, електрообладнання                           |

## Конструкція
Танк був спроектований по найбільш часто використовуваній в той період компонувальній схемі з поздовжньою симетрією. Він створювався на базі трактора Holt, Ходова частина A7V була виконана по типу трактора «Холт», масивний броньовий корпус встановлювався на прямокутної коробчатій рамі, урухомлювали цього монстра два 100-сильних карбюраторних двигуна «Даймлер». Через надмірну вагу машина була надто повільною та слабопрохідною, але при цьому добре броньованою. Броня захищала екіпаж не лише від бронебійних куль, а й від осколків осколково-фугасних снарядів артилерії. Екіпаж був досить великий — 18 осіб — і повинен був обслуговувати численне озброєння.
Серед головних недоліків A7V: дуже погане бачення (на відстані до 10 метрів вперед водій нічого не бачив), велика галасливість, висока температура (до 60 °C) і загазованість всередині самого танка (під час маршу екіпаж сидів на даху), а також великі габарити, які робили його легкою мішенню для артилерії. Кут горизонтального обстрілу 57-мм гармати становив всього 50 градусів, що навіть менше, ніж у англійського Mark I.
Розташування командира та механіка-водія у піднятій рубці забезпечувало їм непоганий огляд місцевості, однак сильно ускладнювало спостереження за дорогою безпосередньо перед танком. Механік-водій бачив місцевість тільки довжиною 9 м поперед машини. Тому в управлінні йому допомагали механіки, що спостерігали за місцевістю через лючки в бортах. На відміну від англійських важких танків (до появи Mark V), всю фізичну роботу з управління машиною механік-водій виконував один, причому вона була легша та простіша, ніж у англійських колег. Два механіка брали участь в управлінні тільки «очима та голосом».
Великі розміри, і особливо висота танка, робили його добре видимою мішенню для артилерії. За величезні розміри, неповороткість, моторошну спеку всередині та відчайдушно димівші двигуни німецькі солдати прозвали A7V «важкою похідною кухнею». Вентиляція танка, як і на перших англійських і французьких машинах, виявилася незадовільною. За відомостями одного механіка-водія А7V, температура всередині корпусу під час бою досягала +86°C — мабуть, тут не обійшлося без перебільшення. На марші екіпажі воліли розміщатися на даху танка.
Екіпаж танка включав в себе командира танка, водія, двох механіків, розташованих спереду та ззаду від капота, дванадцяти кулеметників, навідника гармати та заряджаючого. Водій танка та командир розташовувалися на даху капота, для спостереження за полем бою над ними була влаштована нерухома рубка, на всю ширину даху. Для зручності транспортування рубка виконана розбірною з п'яти плит броні. У стінках рубки обладнані оглядові щілини, регульовані по висоті заслінками. У стінках корпусу виконані двостулкові лючки для спостереження та ведення вогню з особистої зброї. Посадка екіпажа в танк здійснювалася через великі одностулкові двері в передній частині бортів корпусу.

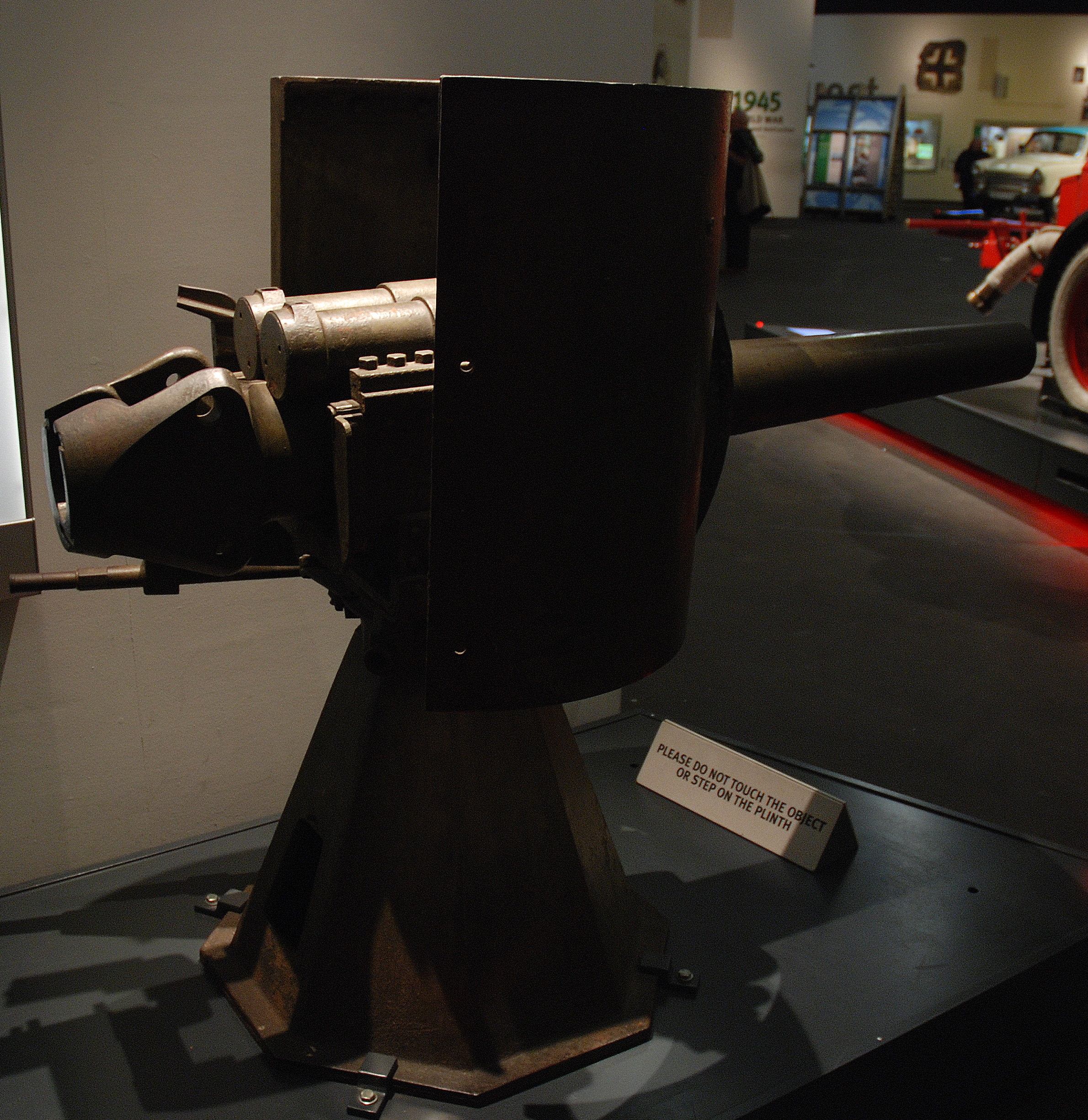
Тумбова установка гармати Максима-Норденфельдта

Стандартні 7,92-мм кулемети MG.08 (системи Максима) кріпилися на вертлюжних установках з напівциліндричними масками й гвинтовими механізмами вертикального наведення. Кут горизонтального наведення кулемета становив ±45°. Обслуга кожного кулемета складалася з двох чоловік — помилка, якої уникли французи при розробці легкого танка «Рено». Кулеметники розміщувалися на приклепаних до підлоги сидіннях з низькою спинкою. Коробка зі стрічкою на 250 патронів кріпилася на сидінні стрільця. Танк міг возити з собою 40—60 стрічок, тобто 10—15 тисяч патронів. У бортах корпусу та дверях були лючки з бронезаслонками для стрільби з особистої зброї екіпажу, яка включала ручний кулемет, карабіни, пістолети, ручні гранати і навіть один вогнемет. Таким чином, екіпаж танка озброювався подібно гарнізону форту, але на практиці це не цілком дотримувалося (принаймні, жоден танк вогнемета не отримав).
Як показав бойовий досвід, велика кількість озброєння та слабка підготовка екіпажів приводили до того, що кулеметники заважали артилеристам і навпаки. Взагалі ж невдачі, які спіткали німецькі танки згодом, слід віднести не тільки на рахунок недоліків конструкції, але і на рахунок нечисленності машин та рівня навченості їхніх екіпажів — у німців просто не було часу та можливості провести належне навчання.

### Модернізації та модифікації
- A7V (корпуси фірми «Крупп») — борти броньового корпусу зібрані з п'яти броньових плит.
- A7V (корпуси фірми «Рьохлін») — борти броньового корпусу утворені суцільнолитими броньовими деталями.
- Funkwagen — пересувна радіостанція.
- Panzerflak — зенітна установка.
- Artilleriezugmaschine — артилерійський тягач.
- Schützengrabenbagger — траншейний екскаватор.
- Überlandwagen — бронетранспортер.
- Проект A7V з 77-мм гарматою.

## Служба та бойове застосування

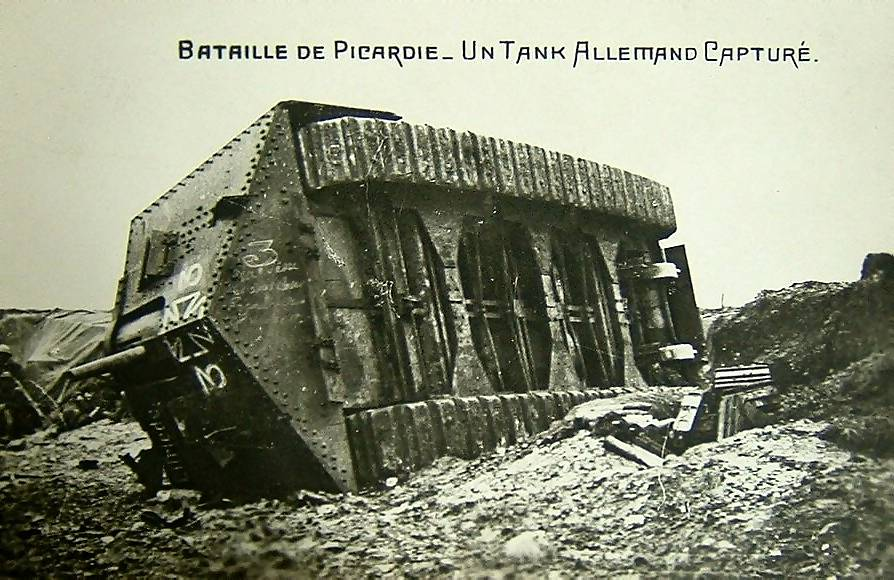
Перевернутий танк A7V «Ельфріді» у бою біля Віллер-Бретонне

Своє бойове хрещення танки A7V пройшли 21 березня 1918 р. в ході контратаки на берегах каналу Сен-Кантен. Перший зустрічний танковий бій в історії стався за участю цих танків 24 квітня цього ж року поблизу Віллер-Бретонне.

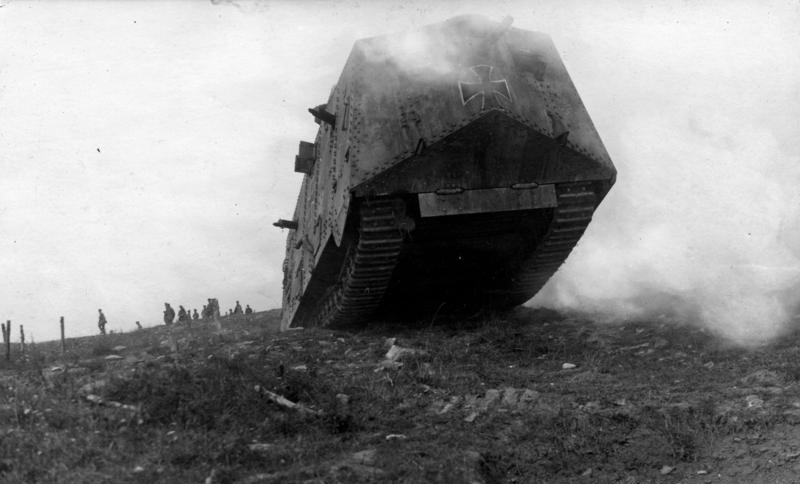
Танк на бездоріжжі

Ще до атаки вийшла з ладу машина № 540, а перед боєм виявилося пошкодження головки циліндрів у № 503. Тому у бій вступило лише 13 A7V, розбитих на три групи. Перша група включала танки № 526, 527 і 560 й діяла з 228-ю піхотною дивізією; друга (танки № 501, 505, 506, 507, 541 і 562) — з 4-ю гвардійською дивізією; третя (танки № 525, 542, 561 і 504) — з 77-ю резервною дивізією. Відповідно до обраної тактики танки були спрямовані на важливий тактичний пункт: перша група рухалася безпосередньо на село, друга — уздовж її південної околиці, третя — на розташоване поблизу село Каші. Танк № 506 («Мефісто») застряг на місцевості, але решту 12, очистивши населений пункт від англійських підрозділів, просунулися до Каші та лісу Аббе.
Підбитий A7V № 561 німці вночі евакуювали. Танк № 542 перекинувся, переходячи через воронку, й був покинутий екіпажем. 15 травня англійці відтягнули його двома Mark IV тієї ж роти «А» першого батальйону за допомогою солдат французької 37-ї марокканської дивізії.
Захоплений танк ніс ім'я «Ельфріді», через що в союзницькій літературі танки A7V йменувалися також «танками типу Ельфріді». Машину уважно вивчали в тилу, її випробовували французькі та англійські екіпажі. На думку союзників, «німці в своїй моделі повторили велику кількість конструктивних помилок та механічних недоліків, запозичених ними у перших англійських та французьких танків», точніше треба було б сказати, що німці врахували багато з недоліків перших танків союзників, але водночас зробили чимало власних помилок. Англійці відзначали гарне бронювання A7V спереду, ззаду і з бортів при слабкому захисті даху (послабленому вентиляційними ґратами). Крім того, «заслінки отворів у вежі, гарматний щит, кулеметні маски та щілини між плитами … були дуже вразливими для осколків, рушничних та кулеметних куль».
І, звичайно, відзначалася низька прохідність машини — про це свідчив уже сам факт перекидання танка.

## Список танків A7V по номерах і назвах

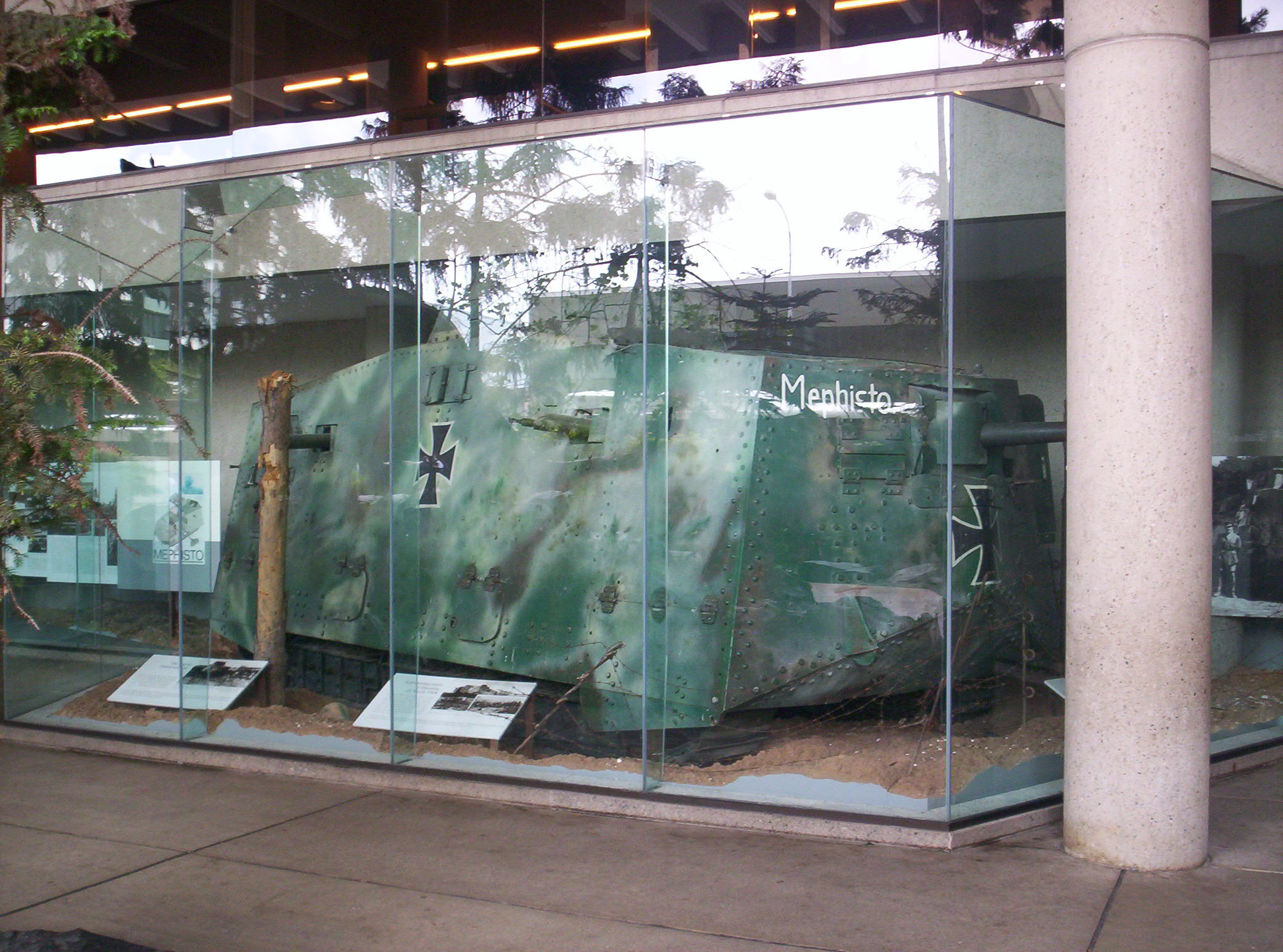
«Мефісто»

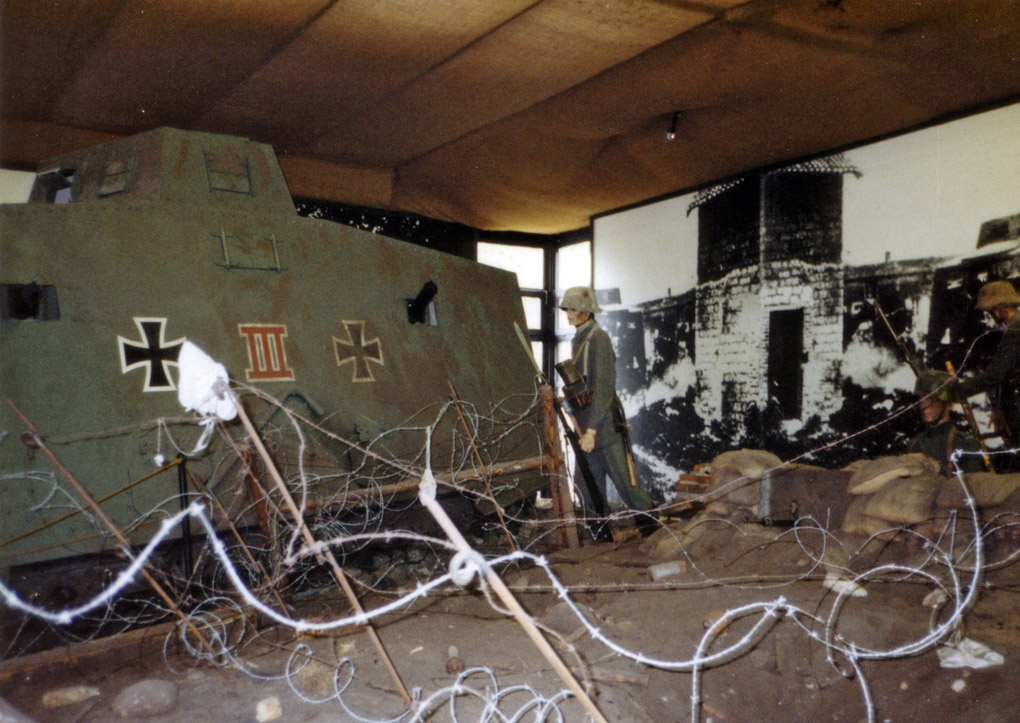
563 «Вотан»

- 501 «Gretchen»: зданий на брухт в 1919 р.
- 502/503 «Faust»: зданий на брухт в жовтні 1918 р.
- 504 «Schnuck»: пошкоджений 31 серпня 1918 р., захоплений союзниками
- 505 «Baden I»: зданий на брухт в 1919 р.
- 506 «Mephisto[en]»: захоплений союзниками 24 квітня 1918 р.(застряг у воронці від снаряда)
- 507 «Cyklop»: зданий на брухт в 1919 р.
- 525 «Siegfried»: зданий на брухт в 1919 р.
- 526: зданий на брухт в 1918 р.
- 527 «Lotti»: знищений в бою 1 червня 1918 р.
- 528 «Hagen»: застряг у воронці від снаряда 31 серпня 1918 р., захоплений союзниками
- 529 «Nixe II»: пошкоджений 31 травня 1918 р., зданий на брухт в 1942 р.
- 540 «Heiland»: зданий на брухт в 1919 р.
- 541: зданий на брухт в 1919 р.
- 542 «Elfriede»: покинутий екіпажем в бою 24 квітня 1918 р.
- 543 «Bulle»: зданий на брухт в 1919 р.
- 560 «Alter Fritz»: знищений в бою 11 жовтня 1918 р.
- 561 «Nixe»: пошкоджений, знищений німцями 24 квітня 1918 р.
- 562 «Herkules»: на запчастини
- 563 «Wotan»: зданий на брухт у 1919 р. Його копія була побудована у 1918 р. на основі «Мефісто»
- 564 «Prinz Oskar»: зданий на брухт у 1919 р.

## Вцілілі екземпляри
A7V № 506 «Мефісто» знаходиться в Музеї Квінсленда в Брисбені, Австралія. Це єдиний збережений A7V.
Так само збереглася гармата одного з A7V, можливо від № 504 «Шнук», і наразі зберігається у Імперському військовому музеї в Манчестері, Велика Британія.
У 1980 році на основі танка «Мефісто» був заново створений танк Wotan (563), який був розібраний на металобрухт в 1919 році. Його копія знаходиться в Німецькому танковому музеї в місті Мунстер, Німеччина.

## У мистецтві
- Український блек-дез-метал гурт «1914» випустив композицію про єдиний вцілілий екземпляр цього танку. Пісня називається «A7V Mephisto» та увійшла до їх другого альбому «The Blind Leading the Blind»[1].

## Галерея

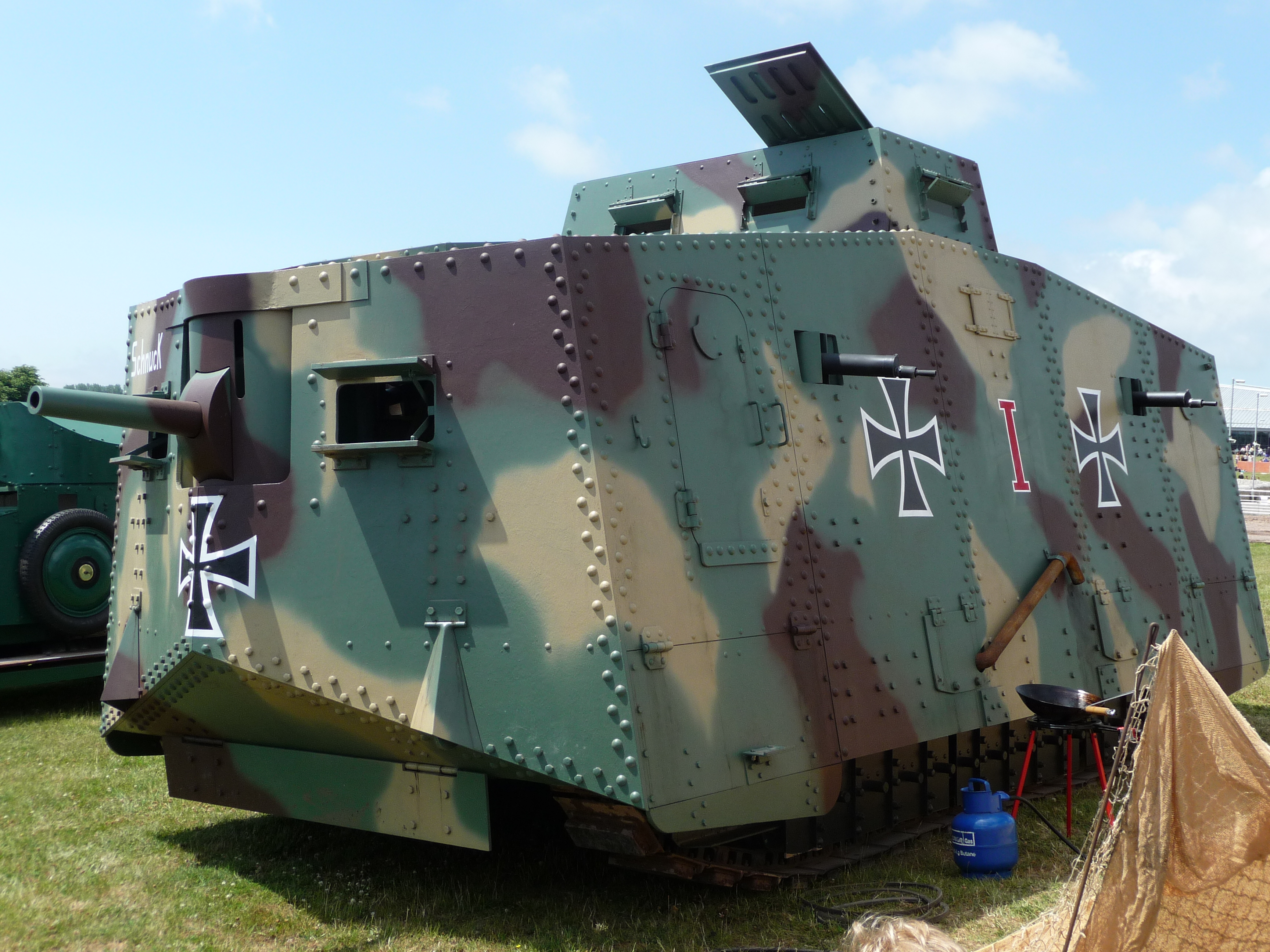
Копія A7V на основі №504 «Шнук» у Музеї танків[en], Бовінґтон, графство Дорсет, Велика Британія, 27 червня 2009
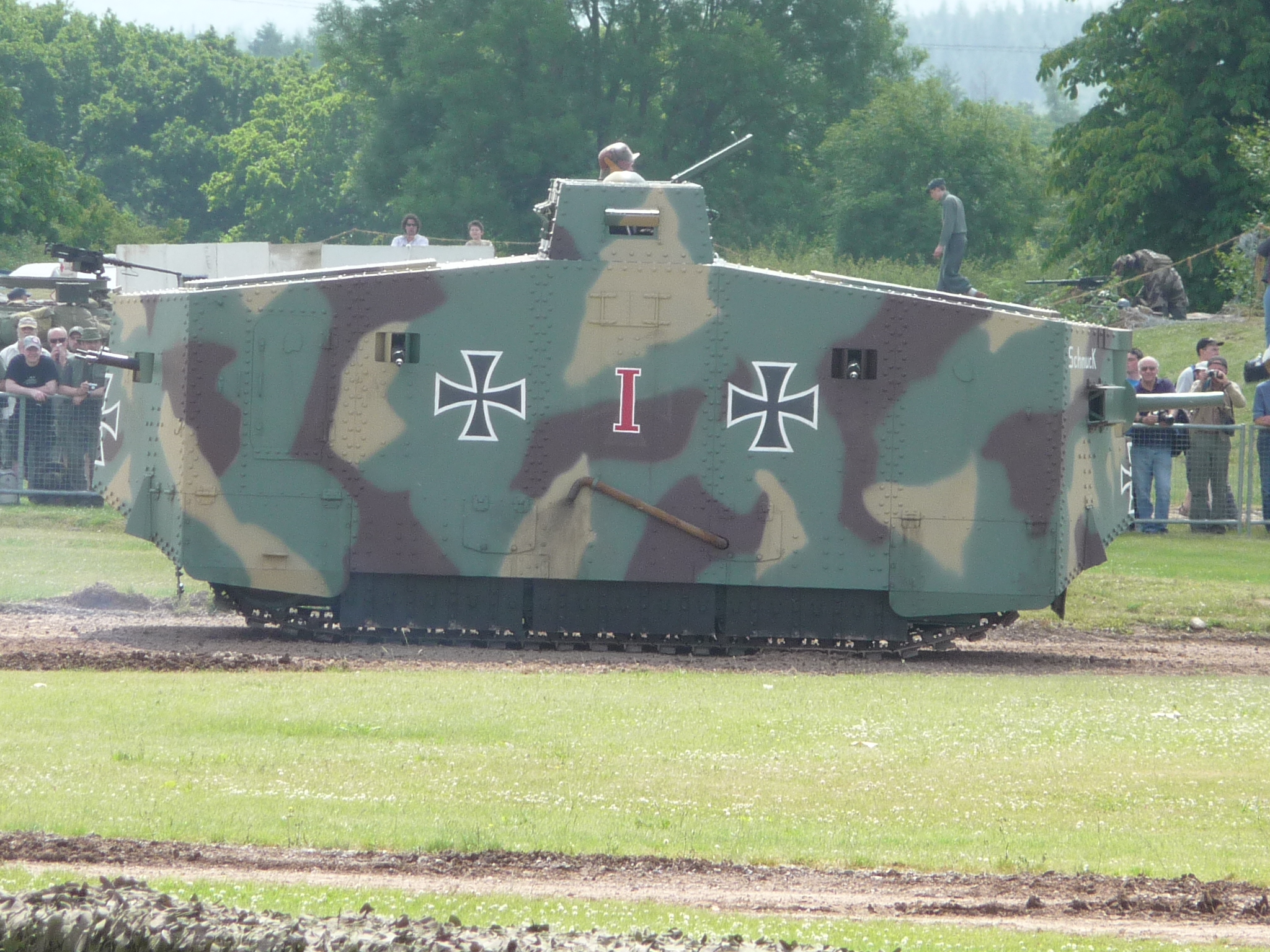
Копія A7V на основі №504 «Шнук» на дні TankOpen, 27 червня 2009
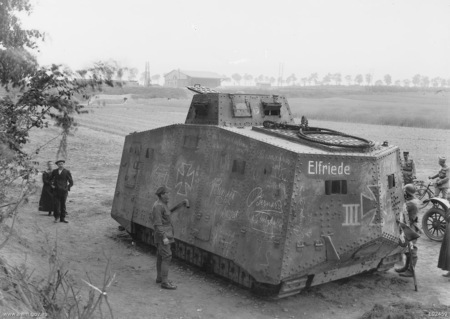
Захоплений A7V №542 «Ельфріді» біля Віллер-Бретонне, 26 травня 1918
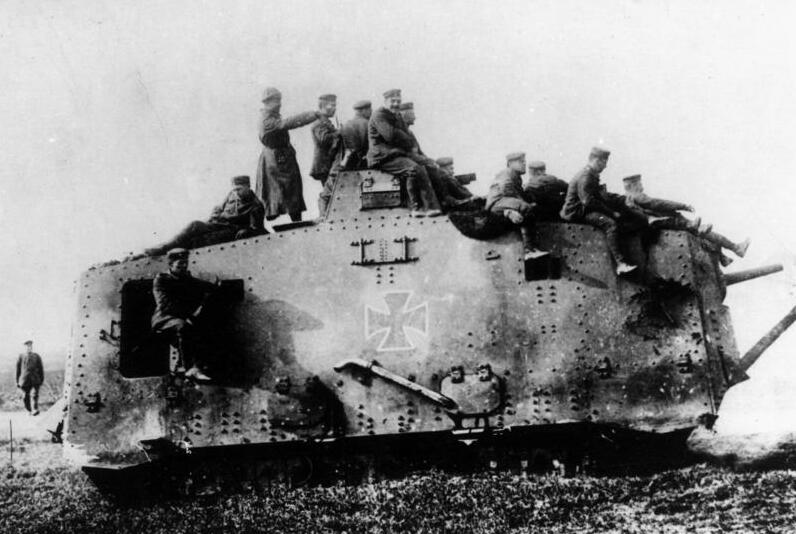
A7V №525 «Зіґфрід» на Західному фронті, липень 1918
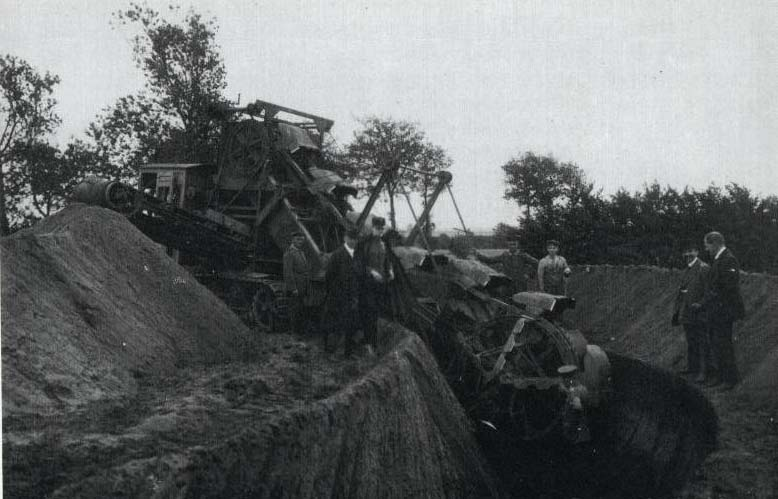
Німецький військовий траншеєкопач на шасі A7V, 1918
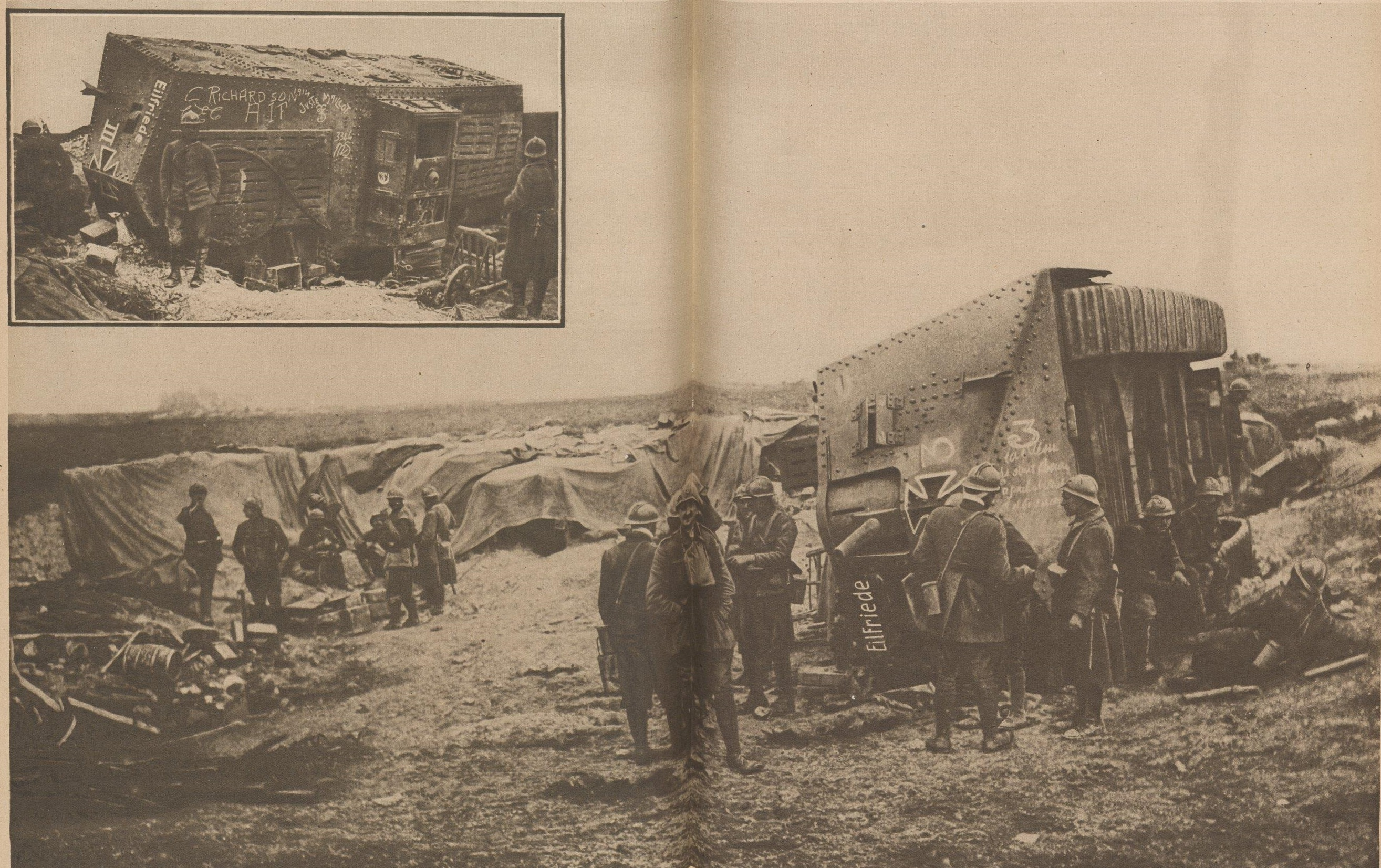
Захоплений перевернутий A7V, ймовірно у Пікардії. Фото опубліковано у французькому тижневику 26 травня 1918
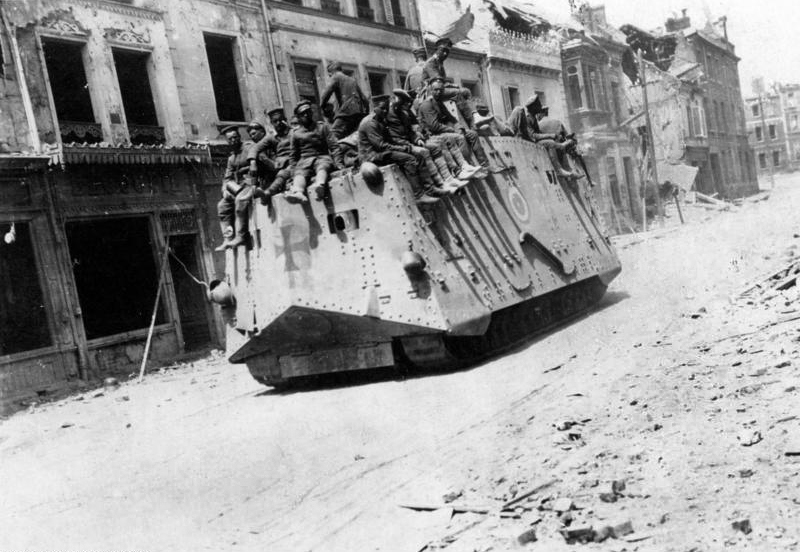
Танк A7V у Ройє, 21 березня 1918